# Хецеджел
Хецеджел (рум. Hățăgel) — село у повіті Хунедоара в Румунії. Входить до складу комуни Денсуш.
Село розташоване на відстані 285 км на північний захід від Бухареста, 33 км на південь від Деви, 145 км на південний захід від Клуж-Напоки, 126 км на схід від Тімішоари.

## Населення
За даними перепису населення 2002 року у селі проживали 234 особи, з них 233 особи (99,6%) румунів. Рідною мовою 233 особи (99,6%) назвали румунську.